# Chamguava gentlei
Chamguava gentlei là một loài thực vật có hoa trong Họ Đào kim nương. Loài này được (Lundell) Landrum mô tả khoa học đầu tiên năm 1991.